# Sympathy for Nothing
Sympathy for Nothing es una banda de post hardcore y hardcore melódico oriunda de Schwanenstadt, Alta Austria, República de Austria.
Se formó originalmente por Christina Stur (voz), Martin Wagner (batería), Klaus Schobesberger (teclados), Thomas Putz (guitarra, voz) y Christian Danninger (bajo). La banda fundada en 2006 podía despertar atención ya grande. Así el grupo ganaba en 2008 a "International Live Award" y Martin Wagner era elegido como el mejor músico de percusión de la Austria.
Por el éxito en "International Live Award" Sympathy for Nothing podía girar un vídeo de música a la canción "Roads to Rome" con el cual el grupo en MyVideo Musicstar formaba. Allá se hacía el grupo del quintos. Como ganador la cinta habría recibido un contrato con Starwatch Music. "Roads to Rome" es en EP "Living Shades" que gracias a la ganancia en International Live Award podía ser producido. Estos EP aparecía en 2009. Christina Stur y Klaus Schobesberger han dejado Sympathy for Nothing, entretanto. Stur era sustituido por Richard Thallinger. 
Sympathy for Nothing están, entretanto, en Terrasound Records bajo el contrato. El álbum de debut "A Taste of Light" debe ser publicado el 13 de abril de 2012. El grupo jugaba en conciertos ya con Norther, Equilibrium, Endstille, Mastic Scum, Volbeat, Rise Against, Peter Fox, AFI y End of Green.

## Discografía

### EP
- 2008: Look at These Eyes
- 2009: Living Shades

### Álbumes
- 2012: A Taste of Light (Terrasound Records)

## Miembros
- Richard Thallinger - voz (2008-hoy)
- Martin Wagner - batería
- Thomas Putz - guitarra, voz
- Christian Danninger - bajo

Ex Miembros
- Christina Stur - voz (2006-2008)
- Klaus Shobesberger - teclados (2006-2011)